# 吉安·瑪麗亞·維斯孔蒂
吉安·瑪麗亞·維斯孔蒂（義大利語：Gian Maria Visconti，1388年9月7日—1412年5月16日）,第二代米兰公爵，吉安·加莱亚佐·维斯孔蒂之子，生性残暴，最终被刺杀。死后由菲利波·瑪麗亞·維斯孔蒂接任米兰公爵。